# Bande Basapura Tanda, Kudligi
Bande Basapura Tanda là một làng thuộc tehsil Kudligi, huyện Bellary, bang Karnataka, Ấn Độ.